# Dürkopp
Dürkopp byla německá společnost, která v průběhu své historie vyráběla šicí stroje, jízdní kola, motocykly, skútry a automobily. Značka nese jméno svého zakladatele, jímž byl německý mechanik a podnikatel Nicolaus Dürkopp (1842–1918), který vybudoval svoji továrnu v Bielefeldu v Severním Porýní-Vestfálsku. Továrna prosperovala, a tak se do roku 1880 stal Bielefeld hlavním místem výroby šicích strojů v Německu. Na tradici německé firmy navázala později nadnárodní společnost Dürkopp Adler, která má od roku 2020 své sídlo rovněž v Bielefeldu, ale většina jejich akcií je ve vlastnictví čínské společnosti. Její dceřinou společností je rovněž česká firma „Minerva Boskovice“.

## Historie
První firmu „Dürkopp & Schmidt“ založil Nicolaus Dürkopp spolu s Carlem Schmidtem dne 22. října 1867 jako dílnu zabývající se opravami šicích strojů. Brzy se ale osamostatnil a jako „Nikolaus Dürkopp Fahrrad- & Maschinenfabrik“ a později jako „Dürkopp-Werke A.G.“ začal vyráběl šicí stroje včetně průmyslových a obuvnických podle vlastních patentů. V dalších letech se firma rozrostla takto:
- 1885–1961 výroba jízdních kol,[5]

- 1898–1927 výroba osobních automobilů,[6]

- 1899–1944 výroba motocyklů.[5]

### Zbrojní výroba
V roce 1933 přešla továrna na zbrojní výrobu pro Wehrmacht a Říšské ministerstvo války jí, pro nastartování výroby, dodávalo bezplatně stroje. V roce 1933 většinu akcií firmy převzala rodina Barthel. V roce 1941 byla továrna Dürkoppwerke oceněna institucí Deutsche Arbeitsfront jako vzorný národně socialistický závod. V roce 1943 získala titul Kriegsmusterbetrieb (vzorný válečný závod). V roce 1944 byla továrna hlavním dodavatelem valivých ložisek pro německé tanky. Od roku 1942 využíval závod nucené práce asi 3000 totálně nasazených pracovníků a válečných zajatců (včetně žen) převážně ze Sovětského svazu. V roce 1944 bylo po těžkých náletech město Bielefeld v troskách, továrna byla zničena a dne 31. března 1945 byla výroba zastavena.

## Galerie

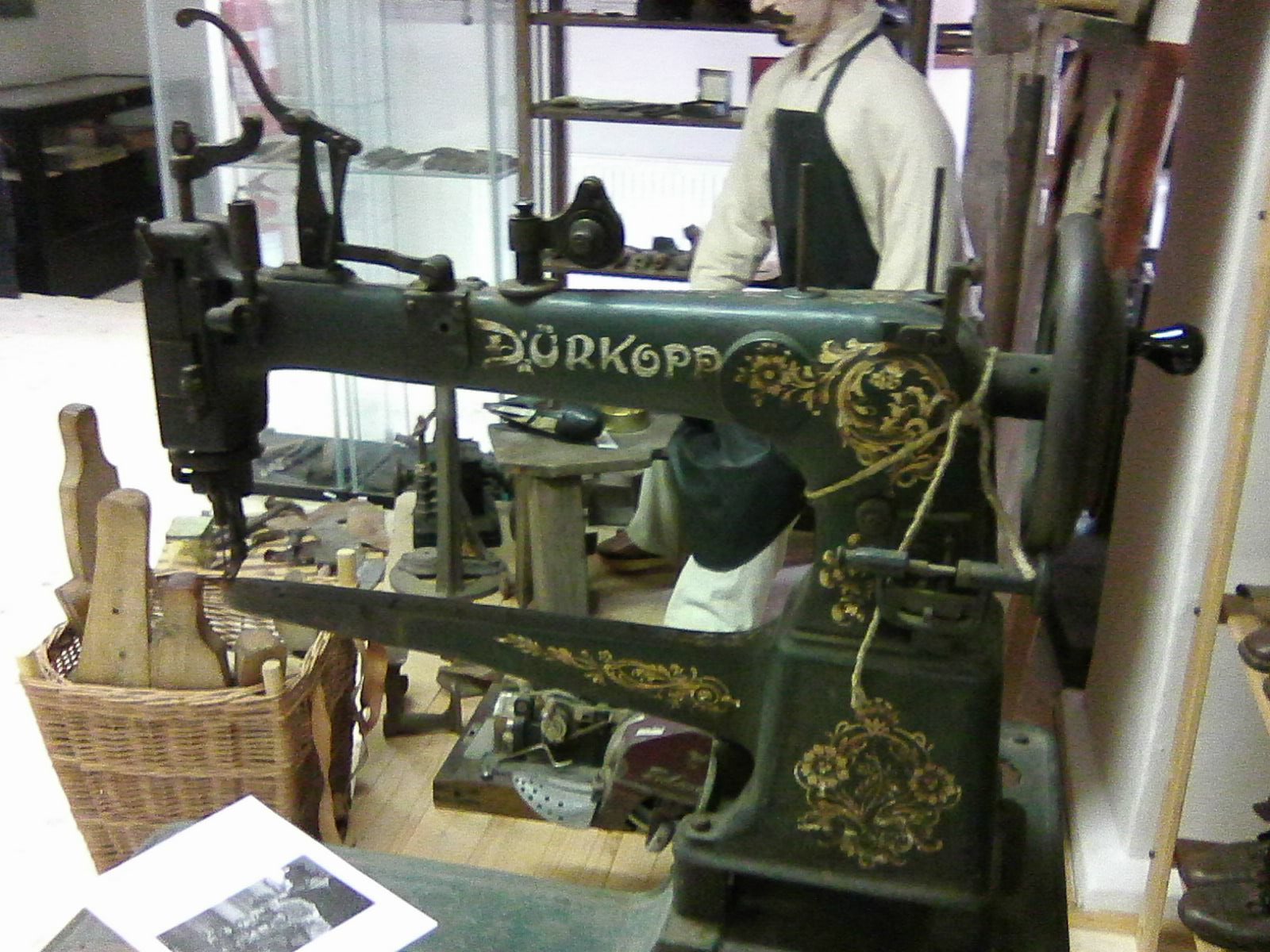
Obuvnický stroj
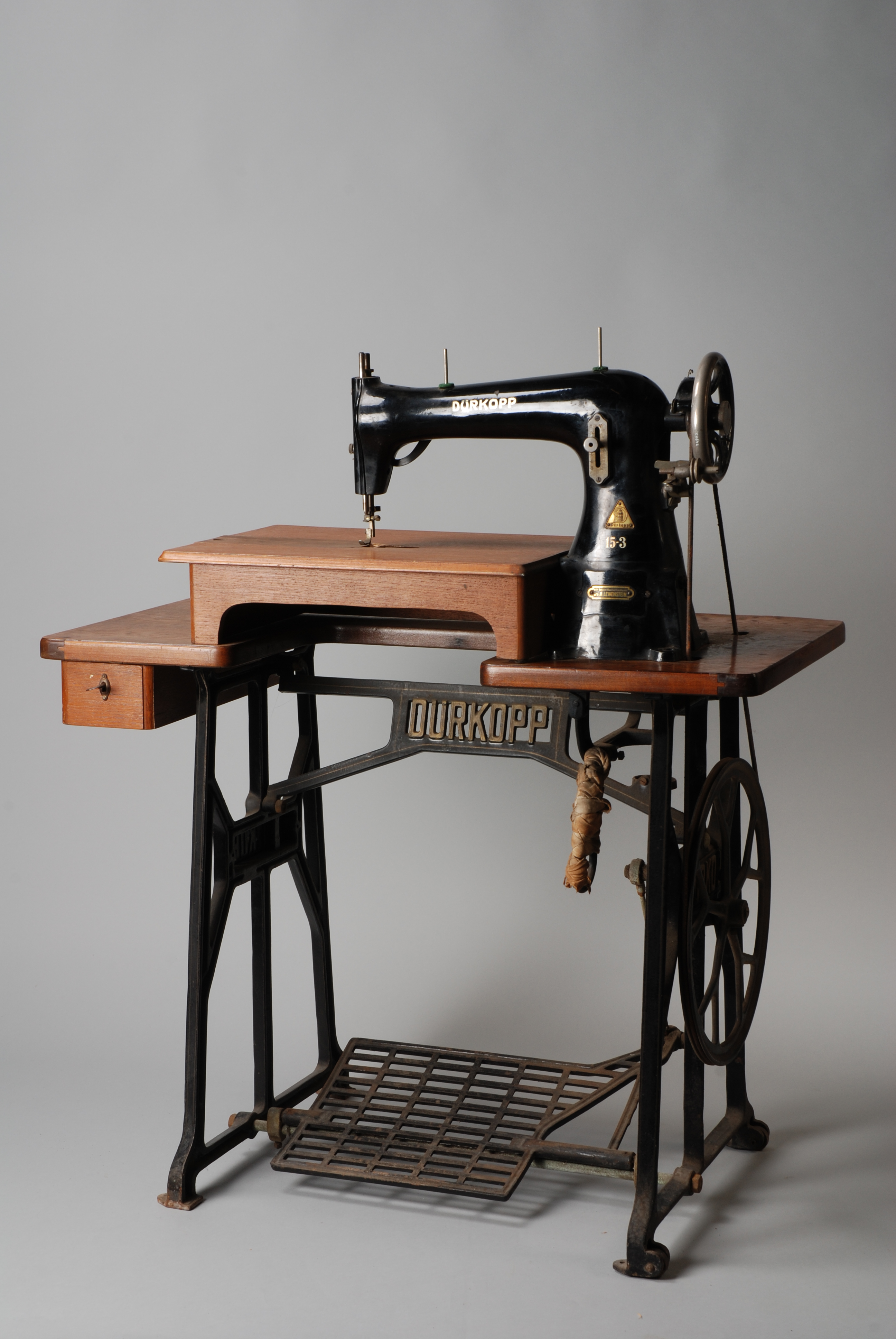
Mezi 1930–1962
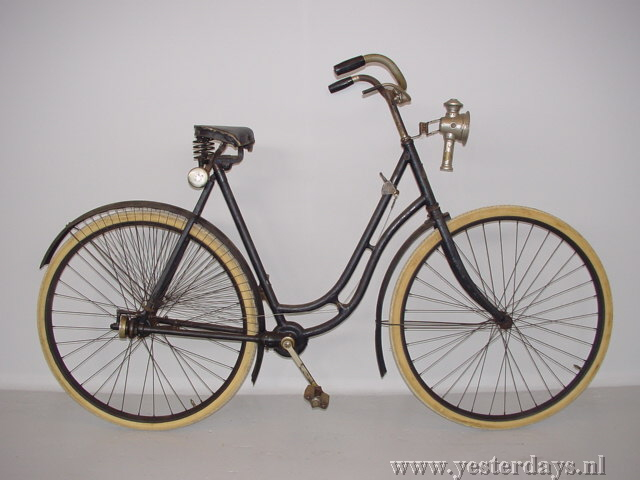
Kolem roku 1910
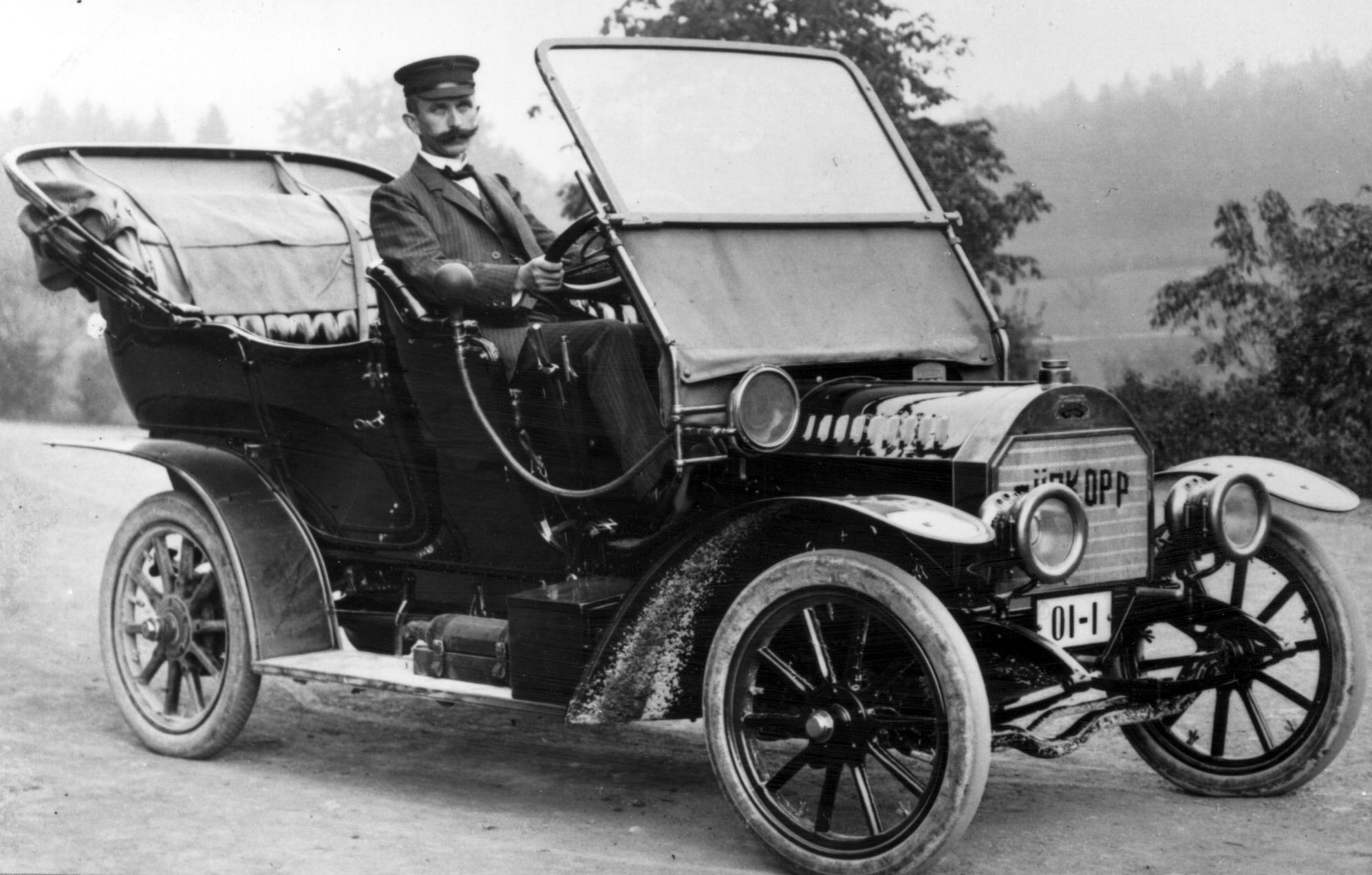
Rok 1902
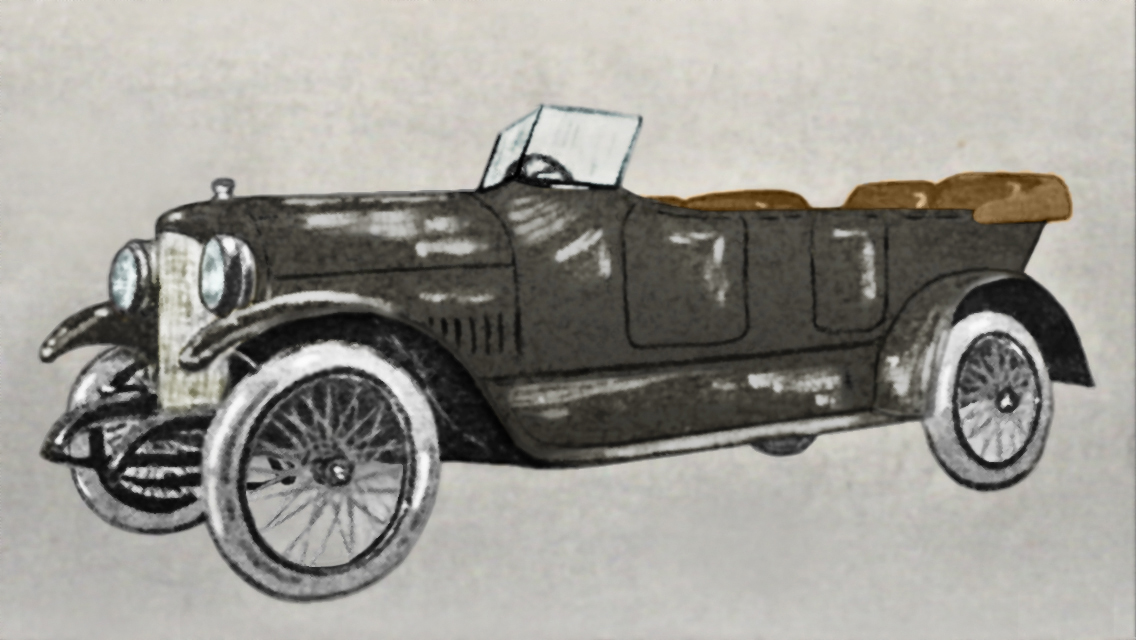
Rok 1918
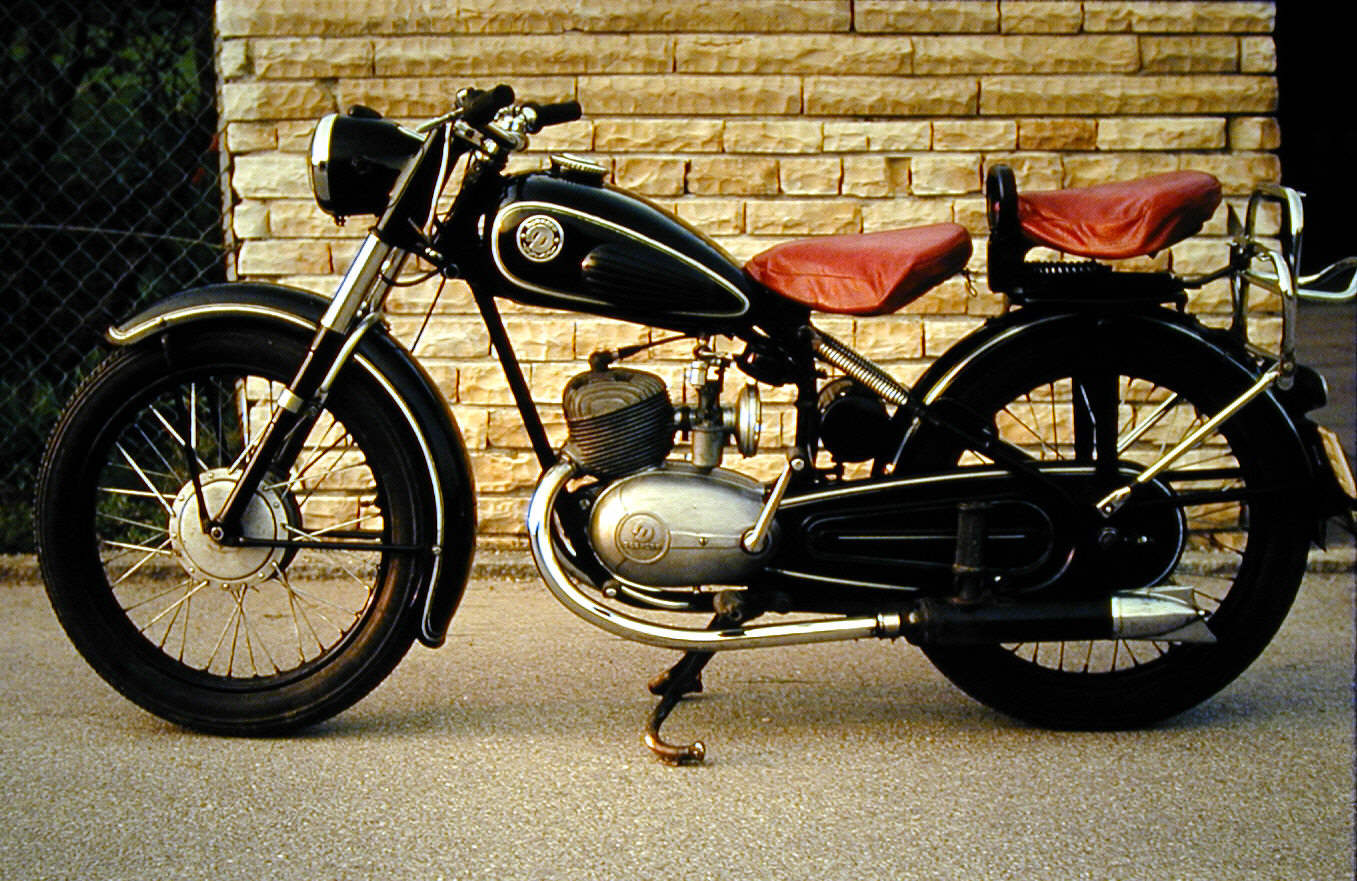
Rok 1953